# Andraž Lipolt
Andraž Lipolt, slovenski športni strelec, * 24. april 1974, Ljubljana. 
Lipolt je za Slovenijo nastopil na Poletnih olimpijskih igrah 2000 v Sydneyju, kjer je v disciplini streljanja na glinaste golobe osvojil 36. mesto.